# Libitia
Genre
Synonymes
- Libitiella Roewer, 1947

Libitia est un genre d'opilions laniatores de la famille des Cosmetidae.

## Distribution
Les espèces de ce genre sont endémiques de Colombie.

## Liste des espèces
Selon World Catalogue of Opiliones (26/07/2021) :
- Libitia bipunctata Sørensen, 1932
- Libitia cordata (Gervais, 1844)
- Libitia gandalf Medrano, de Ázara & Kury, 2020
- Libitia iguaque Medrano, de Ázara & Kury, 2020

## Publication originale
- Simon, 1879 : « Essai d'une classification des Opiliones Mecostethi. Remarques synonymiques et descriptions d'espèces nouvelles. Première partie. » Annales de la Société Entomologique de Belgique, vol. 22, p. 183–241 (texte intégral).